# Klobazam
Klobazam (INN, systematický název 7-chlor-1-methyl-5-fenyl-1,5-benzodiazepin-2,4(3H)-dion; je znám také pod obchodními názvy Frisium, Urbanol a Onfi) je léčivo ze třídy benzodiazepinů. Byl uveden na trh v roce 1975 jako anxiolytikum, roce 1984 pak jako antikonvulzivum. V Česku je v současné době (2011) registrován pouze jediný léčivý přípravek s klobazamem, a to Frisium 10.

## Použití
Klobazam se používá pro léčbu akutní a chronické úzkosti, zejména pokud se projevuje strach, napětí, vnitřní neklid, rozčilení, podrážděnost, emočně podmíněné poruchy spánku,
psychovegetativní a psychosomatické poruchy nebo náladovost. Další oblastí je podpůrná léčba epilepsie u pacientů, kteří nejsou dostatečně stabilizováni základní léčbou.